# Kauniinjärvi
Kauniinjärvi är en sjö i kommunen Ilomants i landskapet Norra Karelen i Finland. Sjön ligger 156,3 meter över havet. Den är 7,5 meter djup. Arean är 85 hektar och strandlinjen är 6,97 kilometer lång. Sjön  ingår i Jänisjokis huvudavrinningsområde.   Den ligger omkring 53 kilometer öster om Joensuu och omkring 410 kilometer nordöst om Helsingfors. 